# Magdalena Dubiel
Magdalena Julianna Dubiel z domu Strzewiczek (ur. 14 maja 1914 w Bytomiu, zm. 3 marca 1987 w Bielsku-Białej) – polska nauczycielka, poseł na Sejm PRL II, III i IV kadencji.

## Życiorys
Córka Jacentego i Barbary z domu Pogoda. Uzyskała wykształcenie średnie, z zawodu nauczycielka. Pracowała w Wydziale Oświaty prezydium Powiatowej Rady Narodowej w Lublińcu, po czym została nauczycielką w szkole podstawowej w Jeżowej. W 1957, 1961 i 1965 uzyskiwała mandat posła na Sejm PRL w okręgach kolejno Tarnowskie Góry i dwukrotnie Bytom. Przez trzy kadencje zasiadała w Komisji Oświaty i Nauki, a w IV ponadto w Komisji Pracy i Spraw Socjalnych. Odznaczona Krzyżem Kawalerskim Orderu Odrodzenia Polski oraz Odznaką 1000-lecia Państwa Polskiego.